# توپولف تو-۱۳۴
توپولف تو-۱۳۴ (به انگلیسی: Tupolev Tu-134) یک مدل هواپیمای مسافربری باریک‌پیکر دوموتوره بود که توسط شرکت توپولف شوروی توسعه یافت و ساخته شد. نخستین استفاده‌کنندهٔ این هواپیما آئروفلوت بوده‌است. این هواگرد برای نخستین بار در ۲۹ ژوئیه ۱۹۶۳ میلادی مورد استفاده قرار گرفت.